# Округ Мартин (Флорида)
Округ Мартин (енгл. Martin County) је округ у америчкој савезној држави Флорида. По попису из 2010. године број становника је 146.318.

## Демографија
Према попису становништва из 2010. у округу је живело 146.318 становника, што је 19.587 (15,5%) становника више него 2000. године.
| Група             | 2000.           | 2010.           |
| Белци             | 108.741 (85,8%) | 117.532 (80,3%) |
| Афроамериканци    | 6.673 (5,3%)    | 7.842 (5,4%)    |
| Азијати           | 756 (0,6%)      | 1.540 (1,1%)    |
| Хиспаноамериканци | 9.506 (7,5%)    | 17.881 (12,2%)  |
| Укупно            | 126.731         | 146.318         |